# Muldersplein (Belfeld)
Het Muldersplein is een plein in het centrum van het stadsdeel Belfeld in de gemeente Venlo, in de Nederlandse provincie Limburg. Het plein ligt centraal in het dorp, met een aantal winkels eromheen. Het plein is ingericht als parkeerterrein, waar op donderdagmiddagen de weekmarkt wordt gehouden.
Het plein is in 1988 aangelegd en werd vernoemd naar de verdwenen molen 'De Meule' die tot ongeveer 1976 op die plek stond (een molenaar wordt ook wel mulder genoemd). Twee op een muurtje ingemetselde molenstenen herinneren aan het verleden van de plek. Aan het nieuwe plein werd in 1988 ook het nieuwe postkantoor geopend, maar in 1992 werd dit weer gesloten.
In 1999-2000 vond herinrichting van het plein plaats, waarna het op 29 april 2000 werd heropend. In datzelfde jaar verhuisde de Rabobank naar het Muldersplein. In 2008 werd het bankkantoor opgeheven.